# 天望良一
天望 良一（あまみ よしかず）は、日本の漫画家。

## 経歴
『月刊少年ライバル』（講談社）2012年5月号より『亡国のジークフリート』連載。『月刊少年ライバル』の休刊と共にウェブサービス『新雑誌研究所』（講談社）へ移籍し、2014年9月まで連載された。
「バトルスピリッツ 烈火魂」（原作：矢立肇）のコミカライズを担当し、『最強ジャンプ』（集英社）2015年3月号より連載。
『少年ジャンプ+』（集英社）2015年12月11日より、『デッド・オア・アニメーション』を隔週金曜更新で連載。
『少年ジャンプ＋』2017年11月4日から2021年2月12日まで、漫画家へのインタビュー漫画『ヒット作のツメアカください!』を連載。

## 作品リスト
- 亡国のジークフリート - 『月刊少年ライバル』（講談社）2012年5月号 - 2014年7月号（最終号）→『新雑誌研究所』（講談社）2014年8月19日更新[1] - 9月4日更新[2]。全6巻。
- デッド・オア・アニメーション[3] - 『少年ジャンプ+』（集英社）2015年12月11日 - 2016年9月9日。隔週金曜更新。全3巻。
- ヒット作のツメアカください![4] - 『少年ジャンプ＋』（集英社）2017年11月4日 - 2021年2月12日。
- CHIN PIECE - 原作：尾田栄一郎。『最強ジャンプ』（集英社）2018年7月号 -  2020年5月号。
- 友だち100人でKILLかな - 原作担当、漫画：大嶌カヲル。『少年マガジンエッジ』（講談社）2019年3月号 - 2020年3月号

### タイアップ漫画
- バトルスピリッツ 烈火魂 - 原作：矢立肇。『最強ジャンプ』（集英社）2015年3月号 - 2016年5月号。『バトルスピリッツ』および『バトルスピリッツ 烈火魂』とのタイアップ作。
  - ルーキー歓迎!!バトスピ教室 - 原作：矢立肇。『最強ジャンプ』（集英社）2019年5月号 - 2020年3月号。 『バトルスピリッツ』とのタイアップ作。
- ドラゴンクエスト ダイの大冒険 クロスブレイド『最強ジャンプ』（集英社）2020年11月号 - 2024年2月号[5]。『ドラゴンクエスト ダイの大冒険 クロスブレイド』とのタイアップ

## 関連人物
師匠
- 尾田栄一郎 - 『ONE PIECE』連載時代
- 篠原健太 - 『SKET DANCE』連載時代

アシスタント
- 芝田優作 - 『亡国のジークフリート』連載時代。『ONE PIECE』アシスタントの後輩でもある。

親族
- 赤松中学 - 実兄